# E1 (Tastaturbelegung)

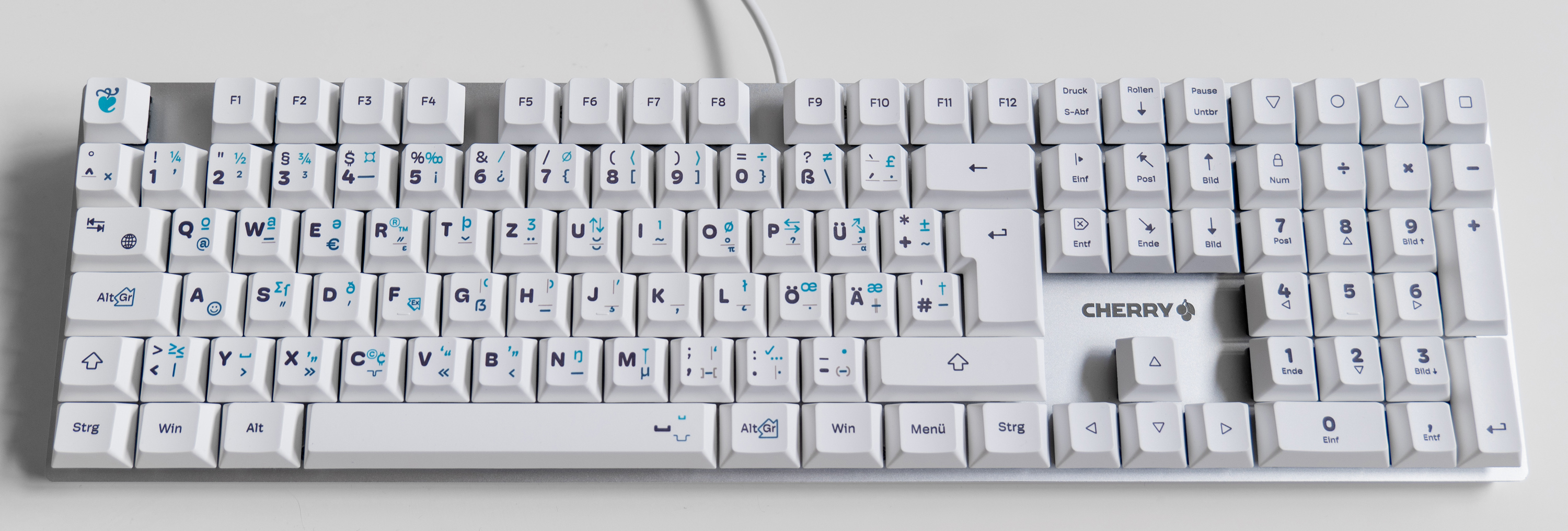
Tastatur mit E1-Beschriftung

Die Tastaturbelegung E1 („Erweiterte Tastaturbelegung 1“) ermöglicht die Eingabe aller Buchstaben und diakritischen Zeichen, die weltweit in primären Amtssprachen sowie in europäischen Minderheitensprachen verwendet werden, sofern diese Lateinschrift verwenden. Sie ermöglicht außerdem die Eingabe aller in Europa regelmäßig verwendeten Satzzeichen und diverser häufig verwendeter Sonderzeichen wie Aufzählungszeichen und Pfeile, sowie Umschriftzeichen für andere Schriftsysteme.
Sie ist in Microsoft Windows seit dem Update 24H2 für Windows 11 wählbar als „Deutsch erweitert (E1)“. 
Sie wurde zusammen mit der Variante E2 in der 2018 erschienenen DIN-Norm-Fassung 2137-1:2018-12 erstmals festgelegt und in der 2023 erschienenen Fassung DIN 2137-01:2023-08 aktualisiert. Sie ist somit (neben der Variante E2 und der schon seit 2003 standardisierten Tastaturbelegung T1) eine der drei deutschsprachigen Standard-Tastaturbelegungen für Deutschland und Österreich. 

## Anforderungen
Die Tastaturbelegung E1 erfüllt folgende Anforderungen:
- Sämtliche Eigennamen können unabhängig von der Herkunft des Namensträgers korrekt (also mit allen Sonderbuchstaben und diakritischen Zeichen) eingegeben werden (solange Lateinschrift verwendet wird).
- Alle in Europa gesprochenen Minderheitensprachen (z. B. Sorbisch oder Samisch) können korrekt eingegeben werden.
- Alle in der DIN 91379 „Zeichen und definierte Zeichensequenzen in Unicode für die elektronische Verarbeitung von Namen und den Datenaustausch in Europa“ gelisteten lateinschriftlichen Zeichen und Sonderzeichen können eingegeben werden.
- Für gängige nichtlateinische Schriften werden die standardisierten Transliterationen unterstützt, so für Arabisch nach DIN 31635, Chinesisch (Pinyin), Hebräisch nach DIN 31636, Russisch und andere Sprachen mit kyrillischer Schrift nach DIN 1460 und Sanskrit nach IAST. Somit können auch Personennamen aus diesen Sprachen eindeutig geschrieben werden, wie es in wissenschaftlichen und religiösen Kontexten und auch in der Wikipedia gefordert ist.
- „Schreiben wie gedruckt“: Alle im Druck normaler Texte verwendeten Zeichen können auch eingegeben werden. Die Einschränkungen und Kompromisse im Schriftbild, die aus der Zeit der mechanischen Schreibmaschine entstammen, sind überwunden.
- Die Belegung ist abwärtskompatibel mit der bisher gebräuchlichen Standardtastatur (T1). Speziell Zehnfinger-Blindschreiber sollen keinesfalls umlernen müssen, sondern nur neue Fingerkombinationen für neu eingebbare Zeichen nach Bedarf dazulernen können.
- Die zusätzlichen Zeichen sollen auf leicht lern- und erkennbaren Positionen angeordnet werden.
- Die Belegung erfordert möglichst wenig neuartige Bedienkonzepte. Tatsächlich kommt lediglich die Gruppenumschaltung („Extra-Wahltaste“) hinzu. Neu aufgenommene diakritische Zeichen werden über den bekannten Tottasten-Mechanismus eingegeben.
- Der „Mediopunkt“ der Leichten Sprache (Mittelpunkt) ist auf einem bevorzugten Platz angeordnet (Alt Gr + .).
- Alle im Haupttext der DIN 5008:2020-03 erwähnten Zeichen werden auf bevorzugten Plätzen angeordnet, die leicht im Unterricht kommuniziert werden und einfach eingegeben werden können. (Daraus resultiert speziell die Anordnung des geschützten schmalen Leerzeichens auf Alt Gr + C, um es so sichtbar identifizieren und auf gleiche Weise eingeben zu können wie das geschützte Leerzeichen auf Alt Gr + Leerzeichen.)
- Die Belegung kann leicht kommuniziert werden (speziell im Unterricht).
- Die Belegung muss auf gängigen Betriebssystemen, speziell Microsoft Windows, ohne spezielle Tricks und Abweichungen softwareseitig realisiert werden können.

## Umfang
Die Tasten erzeugen bei Betätigung (ohne gedrückte Spezialtaste) die Zeichen, die in der Abbildung auf ihrer linken Seite gezeigt werden. Die Zeichen rechts unten (in Schwarz) werden erzeugt, indem die Taste bei gedrücktem Alt Gr betätigt wird. Die Zeichen rechts oben (in Rot oder Grün) werden mithilfe der Extra-Wahltaste eingegeben (siehe unten). Die hier grün dargestellten Zeichen werden üblicherweise auf den Tastenköpfen nicht beschriftet (siehe unten „Weitere mit Extra-Wahltaste eingebbare Zeichen“).

### Tottasten
Tottasten für diakritische Zeichen sind durch schmale waagerechte Rechtecke markiert, die auch die Lage des diakritischen Zeichens zum Grundbuchstaben markieren. Zuerst ist die Tottaste zu betätigen, danach der Grundbuchstabe. Laut DIN 2137-01:2023-08 muss dies nur für Kombinationen funktionieren, für die in Unicode einzelne Codepunkte definiert sind (precomposed characters), da mit Stand Mitte 2023 das Tastaturtreiber-Modell von Microsoft Windows dies nur so zulässt. Allerdings sind damit die gängigen Anwendungsfälle für verbreitete Sprachen abgedeckt. Um die diakritischen Zeichen auch unabhängig von dieser Einschränkung eingeben zu können, kann man sie auch nach dem Grundzeichen durch Doppelanschlag der Tottaste eingeben.
Um beispielsweise das Zeichen Ç (groß geschriebenes C mit Cedille) einzugeben, drückt man die Tasten Alt Gr +  (d. h. Alt Gr + j), lässt diese los und drückt anschließend die Tasten ⇧ + C.
Speziell für Vietnamesisch lassen sich Tottasten auch verketten, so gibt man beispielsweise für ự (u mit Horn und Punkt unterhalb) ein: Alt Gr +  für das Horn, diese Tasten loslassen, danach Alt Gr + , diese Tasten loslassen, danach u. (Die Eingabereihenfolge der diakritischen Zeichen ist unerheblich.)
Um (als Beispiel für ein nicht in Unicode auf einzelnem Codepunkt vorhandenes Zeichen) für Yoruba ein Ẹ́ (E mit Akut und Punkt unterhalb) einzugeben, drückt man ⇧ + E, diese Tasten loslassen, danach , danach die gleiche Taste noch einmal, danach Alt Gr + , danach die gleiche Tastenkombination noch einmal.

### Wahltasten
Wahltasten sind eine Erweiterung des Tottastenkonzepts und funktionieren auf die gleiche Weise: Erst wird die Wahltaste zusammen mit Alt Gr betätigt, danach ein Grundzeichen; dies führt zur Auswahl eines dieser Kombination zugeordneten Eingabezeichens. Einige der Wahltasten sind gleichzeitig Tottasten: So bewirkt die „Winkelakzent-und-Tiefstellungs-Taste“  (Alt Gr + t) auf Buchstaben angewendet eine Kombination mit dem diakritischen Zeichen Winkelakzent (Hatschek), wirkt hier also als Tottaste, während sie für Ziffern die Eingabe der entsprechenden tiefgestellten Ziffer bewirkt. Solche Wahltasten (außer  und  für Ziffern-Hoch- bzw. Tiefstellung) sind durch ein zusätzliches Symbol an dem schmalen waagerechten Rechteck gekennzeichnet, das auf die Funktion der Wahltaste hindeutet (ε für Lautschrift, π für mathematische Symbole, α für griechische Buchstaben).

### Extra-Wahltaste (Gruppenumschaltung)
Die rechts oben auf den Tastenköpfen dargestellten Zeichen werden mit der speziellen Extra-Wahltaste  (Alt Gr+f) eingegeben (Gruppenumschaltung). Da die Tastaturbelegung E1 hierfür keine eigene Taste erfordert, sieht sie herfür die genannte Tastenkombination vor.
So wird dort z. B. eingegeben:
- isländisches þ (Kleinbuchstabe): Alt Gr + f, diese Tasten loslassen, danach t.
- isländisches Þ (Großbuchstabe): Alt Gr + f, diese Tasten loslassen, danach ⇧ + T.
- langes s („ſ“): Alt Gr + f, diese Tasten loslassen, danach s.

### Feststelltaste/Umschaltsperre
Die DIN 2137-01:2023-08 sieht für die links in der dritten Reihe gelegenen Taste die Funktion Feststelltaste bzw. Umschaltsperre nicht zwingend vor, sondern empfiehlt, diese Tastenposition als eine „linke Alt-Gr-Taste“ zu nutzen. Dies hat für Zehnfinger-Blindschreiber den ergonomischen Vorteil, dass für kein Eingabezeichen der gleichzeitige Einsatz von zwei Fingern der gleichen Hand mehr notwendig ist. Die Feststelltasten- bzw. Umschaltsperren-Funktion soll dann auf andere Weise erreichbar sein, beispielsweise, indem diese Taste zusammen mit der Strg-Taste betätigt als Umschaltsperre wirkt (speziell ist damit ein versehentliches Aktivieren der Umschaltsperre ausgeschlossen). Die Norm gibt hier ausdrücklich nichts verbindlich vor.

## Tastatursymbole und zugehörige Eingabezeichen
Diakritische Zeichen werden mit einem schmalen waagerechten Rechteck symbolisiert. Damit wird auch die Lage des Zeichens relativ zum Grundbuchstaben angezeigt.
Einige ansonsten schwer unterscheidbare Zeichen werden zusammen mit einem schmalen senkrechten Rechteck symbolisiert, das die Versalhöhe und damit die Lage des Zeichens andeutet.
Tottasten und Wahltasten sind in den folgenden Auflistungen hell- bzw. dunkel-orange markiert.

### Tastaturzeichen mit Zusatzfunktion
| Taste | Eingabezeichen |
| ----- | --- |
|       | Zirkumflex; ergibt auch bei Anwendung auf „=“ das Entspricht-Zeichen ≙ Hochstellung bei Anwendung auf Ziffern und „+“ / „-“ / „(“ / „)“ |

### Mit Alt Gr eingebbare Zeichen (dargestellt rechts unten auf den Tastenköpfen)
Die in der Spalte „Taste“ gelistete Taste wird zusammen mit Alt Gr betätigt, keinesfalls zusammen mit der Umschalttaste ⇧.
| Symbol | Taste | Eingabezeichen (Zeichenname ggf. gemäß DIN 5008) |
| ------ | ----- | --- |
|        |       | Malkreuz |
|        | 1     | Hochkomma (das typografisch korrekte Darstellungszeichen für den Apostroph in Textwerken) |
|        | 4     | Extralangstrich („Geviertstrich“, in einigen Regionen (beispielsweise USA) und Sprachen übliche Form des Gedankenstrichs. Merkspruch: „Amerikanischer Gedankenstrich beim Dollarzeichen“) |
|        |       | Überpunkt (Punkt oberhalb) |
|        |       | (Vorgesehen für zukünftige Erweiterungen, speziell gemäß ISO/IEC 9995-9 und 9995-12) |
|        | W (a) | Makron (Merkspruch: „Breiter Buchstabe für breites Akzentzeichen“) |
|        | R     | Doppelakut bei Anwendung auf o/O und u/U bei Schreibung des Ungarischen Ansonsten zur Eingabe von IPA-Lautschriftzeichen gemäß untenstehender Tabelle |
|        | T (a) | Hatschek Tiefstellung bei Anwendung auf Ziffern und „+“ / „-“ / „(“ / „)“ (Merkspruch: „T wie Tiefstellung“) |
|        | Z     | Trema (Merkspruch: „Zweipunkt auf Z“) |
|        | U     | Breve Angewendet auf h/H wird die Breve unterhalb des Buchstabens gesetzt (ḫ/Ḫ, wie für die Transliteration des Arabischen benötigt), ansonsten oberhalb. Auf c/C, j/J, n und r/R angewendet ergeben sich die speziellen in DIN 91379 als Einzelzeichen gelisteten Zeichen ƈ/Ƈ, ĳ/Ĳ, ŉ bzw. ȓ/Ȓ. Drittelbrüche bei Anwendung auf die Ziffern 1 2: ⅓ ⅔ |
|        | I (a) | Tilde (Merkspruch: „T·i·lde auf ·i·“) |
|        | O     | Ring bei Anwendung auf a/A, u/U, w und y Bei Anwendung auf Ziffern: Einkreisung Bei Anwendung auf andere Buchstaben und Zeichen: mathematische Symbole gemäß untenstehender Tabelle |
|        | P     | Haken bei Anwendung auf a/A, e/E, i/I, o/O, u/U und y/Y zur Schreibung des Vietnamesischen |
|        | Ü     | Horn bei Anwendung auf o/O und u/U zur Schreibung des Vietnamesischen Auswahl griechischer Buchstaben bei Anwendung auf andere Buchstaben gemäß untenstehender Tabelle Achtelbrüche bei Anwendung auf die Ziffern 1 3 5 7: ⅛ ⅜ ⅝ ⅞ |
|        | +     | Wellenstrich (ähnlich Tilde, aber kein diakritisches Zeichen) |
|        | A     | Smiley Laut DIN 2137 kann diese Tastenkombination stattdessen eine Auswahl für Emojis und/oder Sonderzeichen aufrufen |
|        | S     | Sekundenzeichen bzw. Zollzeichen |
|        | D     | Minutenzeichen bzw. Fußzeichen |
|        | F     | Extra-Wahltaste (Gruppenumschaltung), siehe oben |
| ẞ      | G     | Großes ß („auf G wie Großbuchstabe“, aber die Umschalttaste ⇧ ist nicht gleichzeitig zu betätigen!) |
|        | H     | Unterstrichakzent Mit ihm lassen sich auch diverse Sonderzeichen erzeugen: „-“ → Doppelbindestrich, „=“ → „≡“, „+“ → Plusminuszeichen, „<“/„>“ → „≤“/„≥“. |
|        | J     | Cedille |
|        | K     | Unterkomma bei Anwendung auf s/S und t/T zur Schreibung des Rumänischen Bei Anwendung auf g/G, k/K, l/L und n/N wirkt die Tastenkombination wie die für die Cedille, da diese im Lettischen meist die Form des Unterkommas hat; so wird die korrekte Eingabe hier für Sprachunkundige erleichtert. Auf andere Buchstaben und Zeichen angewendet lassen sich hier weitere spezielle Zeichen für lebende und historische Sprachen gemäß untenstehenden Tabellen eingeben.  |
|        | L     | Ogonek |
|        | Ö     | Unterpunktakzent (Punkt unterhalb) |
|        | Ä     | Querstrichakzent zum Eingeben beispielsweise des serbokroatischen und vietnamesischen Ð/đ, des maltesischen Ħ/ħ oder des samischen Ŧ/ŧ Auf andere Zeichen angewendet ergeben sich Sonderzeichen gemäß untenstehender Tabelle, speziell Aufzählungszeichen bei Anwendung auf Ziffern. Anmerkung: Das polnische/sorbische/venetische Ł/ł (L mit schrägem, nicht mit geradem Querstrich) wird nicht mit dem Querstrichakzent, sondern mit der Tastenfolge – L/l eingegeben. |
|        | #     | Minusstrich (das in Ausmaß und Lage zum Pluszeichen passende und somit typografisch korrekte Darstellungszeichen für das Minuszeichen) |
| ›      | Y     | Spitzzeichen (Guillemet, spitzes Anführungszeichen, beispielsweise in der Schweiz und in Frankreich, aber auch im deutschen Buchdruck üblich) |
| »      | X     | Spitzzeichen (Guillemet) |
|        | C     | Schmal-Leerzeichen (schmales geschütztes Leerzeichen) |
| «      | V     | Spitzzeichen (Guillemet) |
| ‹      | B     | Spitzzeichen (Guillemet) |
|        | N     | Langstrich (Halbgeviertstrich) |
| µ      | M     | Mikro-Zeichen |
|        | ,     | Geschützter Bindestrich |
|        | .     | Halbhochpunkt („Mittelpunkt“, „Mediopunkt“ der Leichten Sprache) |
|        | -     | Bedingter Trennstrich („weiches Trennzeichen“) |

### Mit Extra-Wahltaste eingebbare Zeichen (dargestellt rechts oben auf den Tastenköpfen)
| Symbol | Eingabe | Eingabezeichen |
| ------ | ------- | --- |
| ¤      | 4       | Allgemeines Währungssymbol |
|        | 6       | Bruchstrich (ergibt bei Verwendung geeigneter Software und Schriftarten Bruchdarstellungen, wenn er von Ziffern umgeben ist)                                                                                           |
| ⌀      | 7       | Durchmesserzeichen Anmerkung: Dies ist nicht das Zeichen ∅ für die leere Menge, dieses ist als – = einzugeben. |
| ⟨      | 8       | Winkelklammer auf |
| ⟩      | 9       | Winkelklammer zu |
| ÷      | 0       | Strichdoppelpunkt |
| ≠      | ß       | Ungleichheitszeichen |
| £      |         | Pfund-Sterling-Zeichen |
| º      | q       | Maskulines Ordinalzeichen (speziell im Italienischen und Spanischen) |
| ª      | w       | Feminines Ordinalzeichen |
| ə      | e/E     | Buchstabe ə/Ə für Aserbaidschanisch und (als Schwa der IPA-Lautschrift) für diverse Dialektverschriftungen |
|        | r/R     | Mit Umschalttaste ⇧: Symbol für Eingetragenes Warenzeichen Ohne Umschalttaste ⇧: Symbol für Unregistered Trade Mark („TM“) im angloamerikanischen Rechtskreis                                                          |
| þ      | t/T     | Buchstabe Thorn (Þ/þ) für Isländisch, Färöisch und Altenglisch |
| ʒ      | z/Z     | Buchstabe Ezh (ʒ/Ʒ) für Samisch |
|        | u/U     | Mit Umschalttaste ⇧: Pfeil nach oben Ohne Umschalttaste ⇧: Pfeil nach unten |
|        | i       | Punktloses i für Türkisch und Aserbaidschanisch Anmerkung: Der zugehörige Großbuchstabe ist das normale I, das ohne Extra-Wahltaste eingegeben wird.                                                                   |
| ø      | o/O     | Buchstabe ø/Ø für Dänisch und Norwegisch Anmerkung: Dies ist nicht das Durchmesserzeichen ⌀, dieses ist als – 7 einzugeben. Dies ist auch nicht das Zeichen ∅ für die leere Menge, dieses ist als – = einzugeben.      |
|        | p/P     | Mit Umschalttaste ⇧: Pfeil nach links Ohne Umschalttaste ⇧: Pfeil nach rechts |
|        | ü/Ü     | Mit Umschalttaste ⇧: Pfeil nach schräg oben („Tendenz aufwärts“; „siehe auch“) Ohne Umschalttaste ⇧: Pfeil nach schräg unten („Tendenz abwärts“)                                                                       |
|        | s/S     | Mit Umschalttaste ⇧: Summenzeichen (beispielsweise zur Erläuterung von Kalkulationsformeln) Ohne Umschalttaste ⇧: Langes s                                                                                             |
| ð      | d/D     | Buchstabe ð/Ð für Isländisch |
|        | g       | Umschriftzeichen für arabisches ʿAin nach DIN 31635 und hebräisches Ajin nach DIN 31636 |
|        | h       | Umschriftzeichen für arabisches Hamza nach DIN 31635 und hebräisches Aleph nach DIN 31636 |
|        | j       | Umschriftzeichen für kyrillisches ь („Weichheitszeichen“) und hebräisches Geresch |
|        | l/L     | Buchstabe ł/Ł (l/L mit kurzem schrägen Querstrich) für Polnisch, Sorbisch/Venetisch und andere Sprachen |
| œ      | ö/Ö     | Buchstabe œ/Œ für Französisch und andere Sprachen |
| æ      | ä/Ä     | Buchstabe æ/Æ für Dänisch, Norwegisch, Altenglisch und andere Sprachen Wenn dieser Buchstabe mit einem diakritischen Zeichen versehen werden soll, ist zuerst dieses und dann gefolgt von ä/Ä zu betätigen.            |
|        | y       | Lückenzeichen (Leerstellensymbol) |
|        | x/X     | Mit Umschalttaste ⇧: einfaches (halbes) öffnendes deutsches Anführungszeichen Ohne Umschalttaste ⇧: doppeltes (ganzes) öffnendes deutsches Anführungszeichen                                                           |
|        | c/C     | Mit Umschalttaste ⇧: Copyrightzeichen Ohne Umschalttaste ⇧: Centzeichen (speziell für US-Dollar) |
|        | v/V     | Mit Umschalttaste ⇧: einfaches (halbes) schließendes deutsches bzw. öffnendes englisches Anführungszeichen Ohne Umschalttaste ⇧: doppeltes (ganzes) schließendes deutsches bzw. öffnendes englisches Anführungszeichen |
|        | b/B     | Mit Umschalttaste ⇧: einfaches (halbes) schließendes englisches Anführungszeichen Ohne Umschalttaste ⇧: doppeltes (ganzes) schließendes englisches Anführungszeichen                                                   |
| ŋ      | n/N     | Buchstabe Eng (ŋ/Ŋ) für Samisch und andere Sprachen und Dialektverschriftungen |
|        | m       | Bindehemmer, der automatische Anwendung einer Ligatur verhindert – beispielsweise bei „Auflage“ zwischen „f“ und „l“                                                                                                   |
|        | ,       | Pazifik-Hochkomma (ʻOkina, Schriftzeichen der hawaiischen und tonganischen Sprache; in letzterer fakauʻa genannt) |
|        | .       | Mit Umschalttaste ⇧: Häkchen Ohne Umschalttaste ⇧: Dreipunkt (Auslassungspunkte) |
|        | -       | Aufzählungspunkt („Blickfangpunkt“, fetter Halbhochpunkt) |

### Weitere mit Extra-Wahltaste eingebbare Zeichen (auf den Tastenköpfen nicht dargestellt)
Weitere mit der Extra-Wahltaste eingebbare Zeichen sind auf den Tastenköpfen nicht dargestellt, da sie nur für spezielle Anwendungen aufgenommen wurden (beispielsweise zur Wiedergabe historischer Texte).
| Taste           | 1 | 2 | 3 | 4 | 5 | 6     | 7 | 8 | 9 | 0     | ß |   |  | Q | W | I | + |  | G | H | J     | # |  | Y | M     | , | - |
| Eingabe (mit ⇧) | ! | " | § | $ | % | &     | / | ( | ) | =     | ? |   |  | Q | W | I | * |  | G | H | J     | ' |  | Y | M     | ; | _ |
| --------------- | - | - | - | - | - | ----- | - | - | - | ----- | - | - |  | - | - | - | - |  | - | - | ----- | - |  | - | ----- | - | - |
| Zeichen         | ◊ | ¦ | ¶ | ℳ | ₰ | ⁊ (a) | № | ⟪ | ⟫ | ∅ (b) | ¬ | ¥ |  | ♂ | ♀ | ⚥ | ⁒ |  | ☛ | ☚ | ʺ (c) | ‡ |  | ⏑ | ∗ (d) | ♥ | ◦ |

## Mit Tastenkombinationen eingebbare Zeichen

### Lautschrifteingabe
Mit der „Doppelakut-und-Lautschrift-Wahltaste“  (Alt Gr + r) können alle Lautschrift-Zeichen des Internationalen Phonetischen Alphabets (IPA) eingegeben werden, ergänzt um die drei in der Sinologie verwendeten Zeichen ȴ, ȵ und ȶ. Dazu folgt auf die Wahltaste die Eingabe je eines Buchstabens und einer Ziffer. Dieses Paar identifiziert gemäß den folgenden Tabellen das IPA-Zeichen (obere Tabelle: erst Buchstabe, dann Ziffer des Paares eingeben; untere Tabelle umgekehrt).
Die so gemäß der unteren Tabelle eingegeben diakritischen Zeichen werden stets auf den zuvor eingegebenen Buchstaben angewendet (bzw. bei nachträglicher Eingabe auf das Zeichen links vom Cursor).
Die folgenden Tabellen entsprechen denen im internationalen Standard ISO/IEC 9995-9. Da die hier verwendete Wahltaste jedoch gleichzeitig als Tottaste zur Anwendung auf die Buchstaben o und u fungiert, werden für die Lautschrifteingabe an deren Stelle die Umlaute ö und ü verwendet.
|   | a | b | c | d | e | f | g | h | i | j | k | l | m | n | ö | p | q | r | s | t | ü | v  | w | x | y | z |
| - | - | - | - | - | - | - | - | - | - | - | - | - | - | - | - | - | - | - | - | - | - | -- | - | - | - | - |
| 1 |   |   |   |   | ᵊ | ǀ |   | ʰ |   | ʲ |   | ˡ |   | ⁿ |   |   | ˤ | ɿ | ˢ |   |   |    | ʷ | ˣ | ʸ |   |
| 2 |   | ʙ |   | ᶑ | ɝ | ǁ | ɢ | ʜ | ɪ |   |   | ʟ |   | ɴ | ɶ |   |   | ʀ |   |   |   |    |   |   | ʏ |   |
| 3 | ɐ |   |   |   | ə | ǂ |   | ɥ |   |   | ʞ | ƛ | ɯ |   |   |   |   | ɹ | ʅ | ʇ |   | ʌ  | ʍ |   | ʎ |   |
| 4 |   | ɓ | ƈ | ɗ | ɚ | ǃ | ɠ | ɦ |   |   | ƙ | ɬ |   |   |   | ƥ | ʠ | ɾ |   | ƭ |   | ⱱ  |   |   |   |   |
| 5 | ɑ | β | ç | ð | ɛ | ʘ | ɣ | ꟸ | ɩ |   |   | λ |   | ɳ | ɷ |   | ʔ | ʁ |   | θ |   | ʋ  |   | χ | ʊ | ʒ |
| 6 | ɒ | ꞵ | ʗ | ɖ | ɜ |   | ɡ | ɧ |   | ʝ |   | ɭ | ɱ | ŋ | ɔ |   | ʕ | ɽ | ʃ | ʈ |   |    |   |   |   | ʐ |
| 7 |   |   |   | ʣ | ɞ | ɸ | ʛ | ħ | ɨ | ɟ |   | ɫ |   | ƞ | ɵ |   | ʡ | ɻ | ʂ | ƫ | ʉ |    |   | ʦ |   | ƻ |
| 8 |   | [ | ɕ | ʤ | ʚ |   | ɤ | ʮ | ˑ | ʄ |   | ȴ | ɰ | ȵ | ø |   | ʢ | ɺ | ʆ | ȶ | ˌ | \| |   | ʧ |   | ʑ |
| 9 | æ | ] |   | ʥ | ɘ |   | ˠ | ʯ | ː | ‿ |   | ɮ |   | ɲ | œ |   | ʖ | ɼ |   | ᶿ | ˈ | ‖  |   | ʨ |   | ʓ |

|   | a | b | c | d | e | f | g | h | i | j | k | l | m | n  | ö | p | q | r | s | t | ü | v | w | x | y | z |
| - | - | - | - | - | - | - | - | - | - | - | - | - | - | -- | - | - | - | - | - | - | - | - | - | - | - | - |
| 1 | ◌̽ | ᷄  |   | ◌̄ | ◌̈ |   |   |   | ◌̂ | ◌̏ | ◌̑ |   | ᷈  | ᷅   | ◌̚ | ◌̊ | ◌́ | ◌̃ | ◌̇ | ◌̋ | ◌̌ |   | ◌̀ |   | ◌̆ | ◌͡ |
| 2 | ◌̪ | ◌̴ | ◌̢ | ◌̬ | ◌̤ | ◌̜ | ◌̹ | ◌̙ | ◌̞ | ◌̘ | ◌̯ | ◌̺ | ◌̫ |    | ◌̝ | ◌̥ | ◌̗ | ◌̰ | ◌̣ | ◌̩ | ◌̟ | ◌̼ | ◌̖ | ◌̡ | ◌̠ | ◌̻ |
| 3 |   | / | ) |   |   | ʻ | ʼ | [ | ˧ | ] | ꜛ | ꜜ | ‖ | \| | ˨ | ˩ | ˑ | ˞ |   | ˹ | ˦ | ˈ | ː | ( | ˥ |   |
| 4 | , |   | ⸩ |   |   |   |   | { | ˕ | } | ↗ | ↘ |   |    | ˔ |   | ˏ |   | . | ˌ | ˖ |   | ˎ | ⸨ | ˗ | ‿ |

Beispiele:
Die Eingabefolge  – r – 5 gibt ʁ.
Die Eingabefolge  – ö – 6 gibt ɔ, die nachfolgende Eingabe  – 2 – r ergänzt dies zu ɔ̰ (offenes o mit Tilde unterhalb).
Folgende häufige IPA-Sonderzeichen können mit kürzeren Tastenfolgen eingegeben werden:
- ː (Längezeichen):  – Punkt (auch  – :)
- ˑ (Halblangzeichen):  – Komma
- ˈ (Betonungszeichen):  – +
- ˌ (Nebenbetonungszeichen):  – -
- ‖ (Doppelsenkrechtstrich: Trennzeichen für prosodische Einheiten):  – #

### Eingabe griechischer Buchstaben
Mit der „Horn-und-Griechisch-Wahltaste“  (Alt Gr + ü) können alle Zeichen des griechischen Alphabets eingegeben werden, sowohl zur Verwendung als Symbole in wissenschaftlichen und technischen Texten, als auch zur Eingabe kurzer griechischer Texte. Dazu sind auch alle für das klassische Altgriechisch verwendeten diakritischen Zeichen eingebbar.
Die folgende Tabelle entspricht der internationalen Norm ISO/IEC 9995-9. Da die hier verwendete Wahltaste jedoch gleichzeitig als Tottaste zur Anwendung auf die Buchstaben o und u fungiert, werden für die Griechisch-Eingabe an deren Stelle die Umlaute ö und ü verwendet. Die genannte Norm enthält das „Komma oberhalb“ in einer anderen Tabelle, deshalb wurde hier dafür die Spalte „ß“ ergänzt.
|   | a | b | c | d | e | f | g | h | i | j | k | l | m | n | ö | p | q | r | s | t | ü | v | w | x | y | z | ß |
| - | - | - | - | - | - | - | - | - | - | - | - | - | - | - | - | - | - | - | - | - | - | - | - | - | - | - | - |
| ⇧ | Α | Β | Ψ | Δ | Ε | Φ | Γ | Η | Ι | Ξ | Κ | Λ | Μ | Ν | Ο | Π | ◌͂ | Ρ | Σ | Τ | Θ | Ω | ◌̔ | Χ | Υ | Ζ |   |
|   | α | β | ψ | δ | ε | φ | γ | η | ι | ξ | κ | λ | μ | ν | ο | π | ◌ͅ | ρ | σ | τ | θ | ω | ς | χ | υ | ζ | ◌̓ |

Tabelle nach griechischem Alphabet geordnet:
|   | a | b | g | d | e | z | h | ü | i | k | l | m | n | j | ö | p | r | s | t | y | f | x | c | v | w | q | ß |
| - | - | - | - | - | - | - | - | - | - | - | - | - | - | - | - | - | - | - | - | - | - | - | - | - | - | - | - |
| ⇧ | Α | Β | Γ | Δ | Ε | Ζ | Η | Θ | Ι | Κ | Λ | Μ | Ν | Ξ | Ο | Π | Ρ | Σ | Τ | Υ | Φ | Χ | Ψ | Ω | ◌̔ | ◌͂ |   |
|   | α | β | γ | δ | ε | ζ | η | θ | ι | κ | λ | μ | ν | ξ | ο | π | ρ | σ | τ | υ | φ | χ | ψ | ω | ς | ◌ͅ | ◌̓ |

Die diakritischen Zeichen werden wie folgt eingegeben, stets nach dem Buchstaben (bei nachträglicher Eingabe gelangen sie auf das Zeichen links vom Cursor):
- Zirkumflex (Perispoméni, unterschiedlich vom Zirkumflex der Lateinschrift):  – Q (Großbuchstabe!)
- Spiritus lenis (Psili, Koronis, Komma oberhalb):  – ß
- Spiritus asper (Dasía, gespiegeltes Komma oberhalb):  – W (Großbuchstabe!)
- Iota subscriptum:  – q (Kleinbuchstabe)
- Akut (Oxía, Tonos), Gravis (Baría) und Trema (Dialytika) werden ohne  durch Doppelbetätigung von ,  bzw.  eingegeben.

Beispiel: Die Eingabefolge  – v gibt ω, die nachfolgende Eingabe  – W –  – Q –  – q – ergänzt dies zu ᾧ (Omega mit Spiritus asper, Zirkumflex und Iota subscriptum), geeignete Software und Schriftart vorausgesetzt.
Für neugriechische Texte – speziell für Namen für Verarbeitung gemäß DIN 91379 – kann auch der Tonos (Akut) auf allen Vokalen und die Dialytika (Trema) auf den Buchstaben ι und υ als Tottaste eingegeben werden. Beispiel:  –  – i gibt ί (Iota mit Tonos). Die Kombination Tonos + Dialytika auf die Kleinbuchstaben ι und υ wird hierfür mit der Tottastenfolge  –  erzeugt (da eine Folge von drei Tottasten nicht ohne Weiteres in allen Tastaturtreibern umsetzbar ist).

### Eingabe diverser Sonderbuchstaben und sprachwissenschaftlicher Sonderzeichen
Mit der Unterkomma-Taste  (Alt Gr + k) lassen sich Buchstaben für spezielle Anwenderkreise und sprachwissenschaftliche Sonderzeichen gemäß den folgenden Tabellen eingeben.
| Zeichen | Eingabe | alternativ (a) | Zeichenbeschreibung                      |
| ------- | ------- | -------------- | ---------------------------------------- |
| ǀ       | 1       | '              | Buchstabe für dentalen Klick             |
| ǁ       | 2       | "              | Buchstabe für lateralen alveolaren Klick |
| ǂ       | 3       | #              | Buchstabe für alveolaren Klick           |
| ǃ       | 4       | !              | Buchstabe für retroflexen Klick          |

| Grafik               | Zeichen (a) | Eingabe | Zeichenbeschreibung  |
| -------------------- | ----------- | ------- | -------------------- |
| Ägyptologisches Alef | ꜣ/Ꜣ         | b/B     | Ägyptologisches Alef |
| Ägyptologisches Ain  | ꜥ/Ꜥ         | c/C     | Ägyptologisches Ain  |
| Ägyptologisches Jod  | ꞽ/Ꞽ         | i/I     | Ägyptologisches Jod  |

| Zeichen | Eingabe | Zeichenbeschreibung |
| ------- | ------- | --- |
| ƒ/Ƒ     | f/F     | Haken-F, der Kleinbuchstabe (Florin-Zeichen) ist Währungssymbol für den Antillen-Gulden und war es für den Niederländischen Gulden, und ist Symbol für Blendenöffnung. |
| ƕ/Ƕ     | h/H     | Germanistik: Transliteration des gotischen Buchstabens 𐍈, vorzugsweise statt des Digraphen hv                                                                          |
| ɂ/Ɂ     | q/Q     | Lateinisches Alef: Buchstabe für den stimmlosen glottalen Plosiv, verwendet in Dialektverschriftungen und z. B. in kanadischen Minderheitensprachen wie Chipewyan      |
| ɼ       | r       | Langes r in irisch-gälischen Schriftarten |
| ℞       | R       | Rezeptzeichen, in der Pharmabranche und im angelsächsischen Sprachraum gebräuchliche Abkürzung für verschreibungspflichtige Arzneimittel                               |
| ƿ/Ƿ     | w/W     | Anglistik: Altenglischer Buchstabe Wynn |
| ȝ/Ȝ     | y/Y     | Anglistik: Altenglischer Buchstabe Yogh |
| ȥ/Ȥ     | z/Z     | Haken-Z, gängige Wiedergabe des Frikativ [⁠s⁠] in modernen Drucken mittelhochdeutscher Texte                                                                             |
| ⸤ / ⸥   | ( / )   | Halb-Eckklammern unten |
| ⸢ / ⸣   | [ / ]   | Halb-Eckklammern oben |
| ⸗       | =       | Schräger Doppelbindestrich |
| ⦀       | \|      | Dreifachsenkrechtstrich |
| ⸮       | ?       | Gespiegeltes Fragezeichen (Ironiezeichen) |
| ‵ / ‶   | ′ / ″   | Gespiegeltes Minuten-/Fußzeichen bzw. Sekunden-/Zollzeichen |

### Eingabe mathematischer Sonderzeichen
Neben diversen häufigeren mathematischen Zeichen, die bereits in der Grundbelegung enthalten sind oder mit der Extra-Wahltaste gemäß den obigen Tabellen eingegeben werden können, kann eine Auswahl speziellerer mathematischer Zeichen mit Hilfe der „Ring-und-Mathematik-Wahltaste“  (Alt Gr + o) eingegeben werden. Lediglich in den farbig markierten Tabellenzellen bewirkt die Wahltaste einen Ringakzent bzw. eine Einkreisung (das eingekreiste ℗ ist das Zeichen für phonographische Rechte).
|   | a | b | c | d | e | f | g | h | i | j | k | l | m | n | o | p | q | r | s | t | u | v | w | x | y | z  | ä | ö | ü | ß |
| - | - | - | - | - | - | - | - | - | - | - | - | - | - | - | - | - | - | - | - | - | - | - | - | - | - | -- | - | - | - | - |
| ⇧ | Å | ⇎ | ℂ | ∆ | ∄ | ∴ | ⊄ | ℏ | ∝ | ⊅ | ⊇ | ∩ | ⇏ | ℕ | ∠ | ℗ | ℚ | ℝ | ∇ | ∟ | Ů | ∧ | ʬ | ℵ | ∢ | ℤ  | ∌ | ∉ | ∦ |   |
|   | å | ⇔ | ∛ | ∂ | ∃ | ∵ | ⊂ | ℎ | ∞ | ⊃ | ⊆ | ∪ | ⇒ | ⇐ | ∡ | ∏ | ∀ | √ | ↔ | ⊥ | ů | ∨ | ẘ | ✕ | ẙ | ⚡︎ | ∋ | ∈ | ∥ | ∫ |

| × | / | ( | ) | [ | ] | = | + | * | ~ | # | < | > | . | ; | : | · | - |
| - | - | - | - | - | - | - | - | - | - | - | - | - | - | - | - | - | - |
| ⊗ | ∕ | ❲ | ❳ | ⟦ | ⟧ | ≝ | ⊕ | ∗ | ⸛ | ∎ | ≪ | ≫ | ⋅ | ⇌ | ∶ | ∙ | ⊖ |

Einige der Buchstabenzuordnungen orientieren sich am englischen Namen des Zeichens, so infinity, root, cube root.

### Eingabe weiterer Sonderzeichen
Mit Betätigung der Querstrichtaste  (Alt Gr + ä) vor einer Ziffer bzw. einem Sonderzeichen lassen sich weitere Aufzählungs-, Sonder- und Schmuckzeichen gemäß folgender Tabelle eingeben:
| 1  | 2  | 3 | 4 | 5 | 6 | 7 | 8 | 9 | 0     |
| -- | -- | - | - | - | - | - | - | - | ----- |
| ◾ | ◽︎ | ❑ | ❖ | ‣ | ➤ | ⮚ | ✗ | ✘ | ✔ (a) |

| , | ; | . | ° | · | < | = | > | - | ~ | ^     | % | ( | ) | [ | ] | + | * | # | ' | \|    | / | ? |
| - | - | - | - | - | - | - | - | - | - | ----- | - | - | - | - | - | - | - | - | - | ----- | - | - |
| ◁ | □ | ● | ◌ | ◉ | ☙ | ❦ | ❧ | ⸺ | ⁓ | ˆ (b) | ℔ | ﴾ | ﴿ | ⁅ | ⁆ | ⌘ | ⁂ | ※ | ♪ | ✝ (c) | ℅ | � |

### Eingabe weiterer diakritischer Zeichen
Mit speziellen Kombinationen von zwei hintereinander eingegebenen Tottasten lassen sich (speziell für Transliterationen und für sprachwissenschaftliche Texte) weitere diakritische Zeichen gemäß folgender Tabelle eingeben:
| Zeichen | Eingabefolge                       | Zeichenbeschreibung |
| ------- | ---------------------------------- | --- |
| ◌̐       | – (Punkt oberhalb – Breve)         | Chandrabindu (a) |
| ◌̓       | – ß (Griechisch-Wahltaste – ß)     | Komma oberhalb (a) |
| ◌̭       | – (Hatschek – Zirkumflex)          | Zirkumflex unterhalb (c) |
| ◌̥       | – (Hatschek – Ring)                | Ring unterhalb (a) |
| ◌͟◌      | – (Hatschek – Unterstrich)         | Langunterstrich (b) |
| ◌͜◌      | – (Hatschek – Breve)               | Langunterbogen (b) |
| ◌̭       | – (Unterkomma – Zirkumflex)        | Zirkumflex unterhalb (a) |
| ◌̍       | – (Unterkomma – Akut)              | Senkrechtstrich oberhalb (a) |
| ◌̏       | – (Unterkomma – Gravis)            | Doppelgravis oberhalb (a) |
| ◌̅       | – (Unterkomma – Überstrich)        | Überstreichung (speziell Periodenstrich), die sich mit benachbarten gleichartigen Überstreichungszeichen lückenlos verbindet (a) |
| ◌̯       | – (Unterkomma – Breve)             | Unterbogendach (a) |
| ◌͘       | – (Unterkomma – Überpunkt)         | Überpunkt rechts (a) |
| ◌̒       | – (Unterkomma – Haken)             | Kopfstehendes Überkomma (a) |
| ◌̕       | – (Unterkomma – Horn)              | Überkomma rechts (a) |
| ◌̲       | – (Unterkomma – Unterstrichakzent) | Unterstreichung, die sich mit benachbarten gleichartigen Unterstreichungszeichen lückenlos verbindet (a)                         |
| ◌᪷       | – (Unterkomma – Ogonek)            | Gerader Unterhaken (a) (verwendet in einigen niederdeutschen Orthografien, so in den Werken Fritz Reuters, siehe dazu Ę)         |

### Eingabe von Leerzeichen und anderen nicht sichtbaren Zeichen
Das gängige Leerzeichen wird mit der Leertaste eingegeben. Diese Funktion ändert sich nicht bei gleichzeitiger Betätigung der Umschalttaste ⇧ oder Aktivierung der Umschaltsperre. Die Kombination Alt Gr + Leertaste ergibt ein geschütztes Leerzeichen. Für das häufigere, laut DIN 5008 speziell in Abkürzungen zu verwendende Schmal-Leerzeichen (schmales geschütztes Leerzeichen) gibt es die spezielle Tastenkombination Alt Gr + c, sodass hierfür eine dedizierte Taste mit einem leicht zu erkennenden Symbol zur Verfügung steht.
Insgesamt lassen sich folgende Leerzeichen und andere nicht sichtbare Zeichen eingeben:
| Bezeichnung                                           | Unicode                      | Eingabe            |
| ----------------------------------------------------- | ---------------------------- | ------------------ |
| Leerzeichen                                           | U+0020 space                 | Leertaste          |
| Geschütztes Leerzeichen                               | U+00A0 no-break space        | Alt Gr + Leertaste |
| Schmal-Leerzeichen (schmales geschütztes Leerzeichen) | U+202F narrow no-break space | Alt Gr + c         |
| Haar-Leerzeichen                                      | U+200A hair space            | – Leertaste        |
| Ziffernbreites Leerzeichen                            | U+2007 figure space          | – ß                |
| Schmales (nicht geschütztes) Leerzeichen              | U+2009 thin space            | – ü                |
| Geviertbreites Leerzeichen                            | U+2003 em space              | – Ü                |
| Breitenloses Leerzeichen                              | U+200B zero width space      | – ö                |
| Breitenloser Verbinder                                | U+200D zero width joiner     | – Ö                |
| Bindehemmer                                           | U+200C zero width non-joiner | – m                |

### Hochstellen, Tiefstellen und Einkreisen von Buchstaben
Mit speziellen Kombinationen von zwei hintereinander eingegebenen Tottasten lassen sich die 26 Buchstaben a…z bzw. A…Z hochstellen, tiefstellen oder einkreisen. Im Effekt werden dadurch die speziellen Unicode-Zeichen eingegeben, die das entsprechende Aussehen haben. Während für alle genannten Buchstaben eingekreiste Varianten in Unicode enthalten sind, sind nicht für alle diese Buchstaben hoch- bzw. tiefgestellte Varianten in Unicode enthalten (speziell überhaupt keine tiefgestellten Großbuchstaben). Die hier beschriebene Eingabemöglichkeit funktioniert für Hoch- und Tiefstellung tatsächlich nur, sofern der Zielbuchstabe in Unicode vorhanden ist. Andererseits funktioniert diese Zeichenauswahl auch softwareunabhängig in unformatiertem reinen Text. Zudem werden so für Sprachen, bei denen hochgestellte Buchstaben Elemente der Rechtschreibung sind, und in sprachwissenschaftlichen Texten (beispielsweise über die indoeuropäische Ursprache) die korrekten Unicode-Zeichen verwendet.
- Die Tastenfolge  –  (Breve – Zirkumflex) bewirkt Hochstellung des danach eingegebenen Buchstabens.
- Die Tastenfolge  –  (Breve – Hatschek) bewirkt Tiefstellung.
- Die Tastenfolge  –  (Breve – Ring) bewirkt Einkreisung.

## Unterschiede zu früheren Versionen
Die Belegung wurde erstmals in der im Dezember 2018 erschienenen Normfassung DIN 2137-01:2018-12 definiert.
In dem im Oktober 2020 veröffentlichten Normentwurf E DIN 2137-01:2020-11 wurde sie erstmalig überarbeitet, u. a., um den Anforderungen der für Namensschreibung wesentlichen DIN SPEC 91379:2019-03 (seinerzeit gültige Vorgängernorm der DIN 91379) zu entsprechen. Außerdem wurden die Eingabemethoden für hoch- und tiefgestellte Zeichen ergonomischer gestaltet und im Zusammenhang damit die Tastenzuordnungen für die diakritischen Zeichen Hatschek, Makron und Tilde vertauscht, und es wurden die Listen der mit Tastenkombinationen eingebbaren Zeichen erweitert.
Ende Juli 2023 erschien die derzeit gültige Normfassung DIN 2137-01:2023-08. Gegenüber der Entwurfsfassung E DIN 2137-1:2020-11 ergaben sich nur geringfügige Änderungen. Von den auf dem Belegungsschaubild gezeigten Zeichen der Belegungen E1 und E2 wurden nur die Pfeile auf der U- und P-Taste vertauscht, sodass für den häufig verwendeten rechtszeigenden Pfeil „→“ jetzt der Merksatz „P wie Pfeil“ gilt.

## Verfügbarkeit

### Gemäß der aktuellen Version der DIN 2137 (2023)
Gleichzeitig mit der Veröffentlichung der aktuellen Normfassung (Ende Juli 2023) waren zunächst keine Hardware-Tastaturen und keine Tastaturtreiber erschienen.
Seit Dezember 2024 sind Tastaturen und Tastenkappensätze mit E1-Beschriftung erhältlich. Dieses Angebot ging aus einem im September 2024 gestarteten Kickstarter-Projekt „TypoTasten“ hervor, das sein Finanzierungsziel bereits nach einem Tag erreichte.
Mit dem Update 2024H2 für Windows 11 ist die Tastaturbelegung in Microsoft Windows verfügbar.
Für Microsoft Windows 8/10/11 steht neben anderen Lösungen seit Ende Juli 2024 von einem privaten Entwickler ein Treiber mit erweiterten Funktionen zur Verfügung. Speziell ist dort auch eine Variante verfügbar, in der die linke Taste der mittleren Reihe („ASDFG-Reihe“) gemäß der Empfehlung der Norm als linke Alt-Gr-Taste fungiert, jedoch bei gleichzeitiger Betätigung mit der Strg-Taste weiterhin die Umschaltsperre-Funktion hat.
Ein Treiber für macOS ist seit Mitte Juni 2024 von einem unabhängigen Entwickler verfügbar.
Ein Treiber für Linux steht ab der Komponente xkeyboard-config 2.43 des X Window Systems zur Verfügung. Die Tastaturbelegung kann zum Beispiel mit setxkbmap de e1 oder mit setxkbmap de e2 ausgewählt werden.

### Gemäß der vorangehenden Entwurfsversion der DIN 2137 (2020)
Für die Belegung laut der letzten Entwurfsversion der Tastaturnorm DIN 2137 steht von einem privaten Entwickler ein Treiber für Microsoft Windows 8/10/11 zur Verfügung.

### Gemäß der Vorgängerfassung der DIN 2137 (2018)
Ein Treiber für Microsoft Windows steht von einem privaten Entwickler seit Mitte September 2019 zur Verfügung. Auch hier ist eine Variante verfügbar, in der die ursprüngliche Umschaltsperren-Taste als linke Alt-Gr-Taste fungiert.
In macOS steht die Tastaturbelegung Deutsch – Standard zur Verfügung. Dabei wird die Wahltaste an Stelle von Alt Gr verwendet. Die Extra-Wahltaste ist nicht implementiert.